# Ristiina
Ristiina este o fostă comună din Finlanda.